# El Affroun
El Affroun är en ort i Algeriet.   Den ligger i provinsen Tipaza, i den norra delen av landet, 50 km sydväst om huvudstaden Alger. El Affroun ligger 96 meter över havet och antalet invånare är 42 627.

## Terräng och klimat
Terrängen runt El Affroun är platt åt nordost, men åt sydväst är den kuperad. Runt El Affroun är det tätbefolkat, med 297 invånare per kvadratkilometer. Närmaste större samhälle är Blida, 18,1 km öster om El Affroun. Trakten runt El Affroun består till största delen av jordbruksmark.